# Spathelia bahamensis
Spathelia bahamensis är en vinruteväxtart som beskrevs av Marie-vict.. Spathelia bahamensis ingår i släktet Spathelia och familjen vinruteväxter. Inga underarter finns listade i Catalogue of Life.